# 421年
| 千纪： | 1千纪 |
| 世纪： | 4世纪 \| 5世纪 \| 6世纪                                                                                            |
| 年代： | 390年代 \| 400年代 \| 410年代 \| 420年代 \| 430年代 \| 440年代 \| 450年代                                          |
| 年份： | 416年 \| 417年 \| 418年 \| 419年 \| 420年 \| 421年 \| 422年 \| 423年 \| 424年 \| 425年 \| 426年                    |
| 纪年： | 辛酉年（鸡年）；北魏泰常六年；北凉玄始十年；西涼永建二年；北燕太平十三年；夏真興三年；西秦建弘二年；南朝宋永初二年 |

## 大事记
- 中国
  - 北凉灭西凉。
  - 宋武帝劉裕派兵謀殺晉恭帝。

## 逝世
- 晉恭帝司馬德文，晉孝武帝之子，晉安帝之胞弟。
- 李恂，十六國時期西涼的君主，凉武昭王李暠第五子，李歆之弟。